# Spoorlijn 211
Spoorlijn 211 is een Belgische spoorlijn in de haven van Antwerpen. De spoorlijn wordt enkel gebruikt voor het goederenvervoer. De lijn takt bij Y Steenland af van spoorlijn 10 en loopt via de Kallosluis en de Kieldrechtsluis naar Bundel Zuid om daar weer aan te sluiten op spoorlijn 10. De lijn vormt een ringspoor om de havens van de linkeroever.

## Lijn 211C
Het enkelsporige gedeelte tussen de aansluitingen Krommenhoek en Arenberg draagt lijnnummer 211C.

## Aansluitingen
In de volgende plaats is of was er een aansluiting op de volgende spoorlijnen:
Y Steenland
Spoorlijn 10 tussen Y Zwijndrecht-Fort en Y Walenhoek
Y Kruipin
Spoorlijn 10/2 tussen Y Koestraat en Y Kruipin
Y Den Beer
Spoorlijn 211A tussen Y Den Beer en Y Farnese-West
Y Ketenis-Zuid
Spoorlijn 208 tussen Y Ketenis-Zuid en Industriezone Geslecht
Y Farnese-West
Spoorlijn 211A tussen Y Den Beer en Y Farnese-West
Bundel Liefkenshoek
Spoorlijn 211E tussen Bundel Liefkenshoek en aansluiting Ship-It
Y Geslecht-Zuid
Spoorlijn 208/2 tussen Y Geslecht-Zuid en Y Geslecht-Oost
Y Kalishoek-Oost
Spoorlijn 208/3 tussen Y Kalishoek-Oost en Y Geslecht-West
Y Kalishoek
Spoorlijn 211B tussen Y Kalishoek en Y Krommenhoek
Y Krommenhoek
Spoorlijn 211B tussen Y Kalishoek en Y Krommenhoek
Spoorlijn 211C tussen Y Krommenhoek en Y Arenberg
Y Arenberg
Spoorlijn 211C tussen Y Krommenhoek en Y Arenberg
Y Hazop
Spoorlijn 10 tussen Y Zwijndrecht-Fort en Y Walenhoek

## Verbindingsspoor
211/2: Y Haandorp (lijn 211) - Y Aven Ackers (lijn 10)